# Castello di Ragogna
Il castello di Ragogna è un complesso fortificato, che si trova a San Pietro di Ragogna, frazione di Ragogna, in provincia di Udine.

## Storia
Il Castello Superiore di Ragogna si trova nella frazione di San Pietro, su un’altura, in uno dei luoghi più suggestivi e panoramici dove il Tagliamento ha creato la stretta di Pinzano. La più antica citazione con la quale viene comunemente indicata Ragogna, la dobbiamo a Venanzio Fortunato, scrittore e chierico vissuto nel VI secolo dopo Cristo, in un verso della sua opera "Vita Sancti Martini" scritta verso il 565 d.C. compare la seguente citazione:  ...et super instat aquis Reuunia Teliamenti,... ...e Reunia sovrasta dall'alto le acque del Tagliamento ,...  L’autore, per mantenere fede ad un voto, volle venerare la tomba di San Martino a Tours, intraprendendo così un lungo viaggio che da Ravenna, procedendo verso nord, lo portò nella cittadina francese dopo aver attraversato le Alpi, la Germania e la Gallia Superiore. Durante questo viaggio percorse l'antica strada romana che si snodava lungo la riva destra del Tagliamento, oltrepassandolo proprio sul guado di Ragogna.
Questa testimonianza è importante perché ci dà preziose informazioni sull'antica Reunia: il sito si trova in alto, incombe sul fiume sottostante, ed è ubicato sull'antica strada romana detta via Germanica che da Concordia Sagittaria si collegava alla consolare Via Iulia Augusta, vicino Gemona, per poi proseguire verso il Norico. Si trattava di una strada secondaria che permetteva di accorciare il percorso per arrivare alla pianura padana evitando Aquileia. Gli storici concordano nel definire Reunia un luogo fortificato, posto su un guado di una certa rilevanza, perché controllava i traffici, sia di genti che di merci; non per nulla i Romani lo avevano inserito in un sistema difensivo posto allo sbocco delle valli e a ridosso dell'arco prealpino, estremo baluardo in caso di invasioni barbariche. Questo sistema difensivo poi verrà rafforzato in epoca longobarda, tanto da essere menzionato anche da Paolo Diacono nella sua Historia Langobardorum, scritta dopo il 790.
Lo scrittore affermava che nel castrum Reuniae trovarono rifugio le popolazioni in occasione dell'incursione degli Avari nel 610; riporta anche l'episodio del nobile arimanno Hansfrit (o Ansfrido) che tentò di impadronirsi del Ducato del Friuli mentre il duca Rodoaldo era assente da Cividale. Con un colpo di mano occupò la città e puntò direttamente con il suo esercito su Pavia, la capitale del regno longobardo. Verrà sconfitto dallo stesso re Cuniperto e, una volta catturato e accecato, secondo la legge longobarda verrà mandato in esilio. Nei secoli successivi (X-XI) non troviamo documenti che citino il castello di Ragogna: con tutta probabilità questo era dovuto alla perdita sia della sua funzione strategica, sia dell'importanza dell'antica strada romana in quanto i traffici commerciali si erano spostati su altre rotte. Di sicuro sappiamo che nel X secolo il castello tornò a diventare luogo di rifugio in occasione delle numerose scorrerie degli Ungari. Nel 1122 alcuni documenti attestano che Ragogna fosse di proprietà del duca Enrico III di Carinzia, appartenente alla famiglia degli Eppenstein; alla sua morte, non avendo eredi diretti, il castello di Ragogna passò a Leopoldo von Traungau, Margravio di Stiria. Nel 1138 viene citato per la prima volta un componente della famiglia dei Ragogna, un certo Bertoldo, probabilmente i Traungau assegnarono il feudo ad una famiglia di loro fiducia, di origine tedesca che poi si divise nei tre rami dei Ragogna, Toppo e Pinzano.
Sappiamo che nel XIV secolo è presente sul pianoro al di sotto della pieve un secondo castello, detto inferiore, dove sono ancora visibili la cerchia muraria e i resti di una torre. Secondo le Cronache di Giovanni Villani nel 1348, a seguito di un violento terremoto, il castello subì danni ingenti, tanto che "....due torri del Castello di Ragogna  caddero e discorsero fino al Tagliamento ...”: Le campagne di scavo condotte dal dott. Antonio Cerutti con il Gruppo Archeologico Reunia alla fine degli anni Ottanta hanno messo in luce i resti murari delle due torri, dentro la prima cerchia muraria a sud dell'attuale mastio, nonché l'ingresso originario sul lato Ovest. Nel corso della guerra tra il Patriarcato di Aquileia e i Duchi d'Austria, combattuta dal 1359 al 1365, i Ragogna  si schierarono dalla parte di questi ultimi, subendo di conseguenza numerosi assedi, tra cui quello famoso del 5 novembre del 1365, conclusosi con la resa alle truppe patriarcali. Nel 1390 Giovannino di Ragogna cedette il castello al Patriarca Giovanni Sobieslaw di Moravia in cambio di quello di Torre di Pordenone: da questo momento i Ragogna lasciarono definitivamente l'antico maniero. Il castello inferiore, invece, continuò a combattere contro il Patriarca finché nel 1397, dopo un lungo assedio, venne conquistato e raso al suolo.
Dal 1397 al 1420 il castello fu amministrato dai Capitani alle dipendenze prima del Patriarca di Aquileia, poi della Repubblica Veneta, ma la loro cattiva gestione portò ad un progressivo degrado del complesso fortificato, il che indusse la Repubblica di Venezia a darlo in feudo nel 1503 ai conti di Porcia. Per alcuni anni le condizioni del castello migliorarono notevolmente, tanto che venne utilizzato sia come residenza estiva, sia per organizzare battute di caccia e pesca, nonché feste. Celebre è il ricevimento organizzato nel castello dal conte Antonio di Porcia agli inizi del 1532, in occasione della visita del Patriarca di Aquileia Marco Grimani. Il terremoto del 1511 e il successivo incendio nel 1560 danneggiarono irrimediabilmente il castello che venne restaurato in maniera alquanto sommaria, tanto che nel 1567 Girolamo di Porcia lo descrive come "...castello rovinato, vi sono però reliquie di molte torri, casette di contadini, la chiesa e una torre ov'è la stanza dei signori....". Successivamente i Conti di Porcia limitarono sempre di più i loro soggiorni a Ragogna, finché lo abbandonarono in maniera definitiva a partire dal 1650. La mancanza di manutenzione, le rivalità e le contese tra i proprietari stessi la proprietà del bene, il posto isolato e l'ingiuria del tempo accelerarono la rovina del castello, tanto che gli abitanti del Borgo (l'attuale San Pietro) ne approfittarono per utilizzare il castello come cava di materiale edilizio.
Nel 1878 il conte Ermes di Porcia decise lo smantellamento e la vendita di tutto quello che si poteva asportare, a cominciare dal tetto. Ulteriori danni vennero causati durante la ritirata di Caporetto nel 1917 e in occasione della resistenza della Brigata Bologna contro tedeschi e austro-ungarici, avvenuta sul Monte di Ragogna (Battaglia di Ragogna). Dopo la morte del conte Alfonso di Porcia avvenuta nel 1932, gli eredi vendettero a privati tutti i beni da lui ancora posseduti a Ragogna, mentre nel 1952, per lascito della contessa Irene, il castello diventò proprietà del Comune di Ragogna. Il terremoto del 1976 danneggiò gravemente il complesso: le strutture che ancora erano presenti come il mastio e la cinta muraria crollarono completamente, mentre l'antica pieve di San Pietro e parte della cerchia muraria subirono ingenti danni.

## Strutture

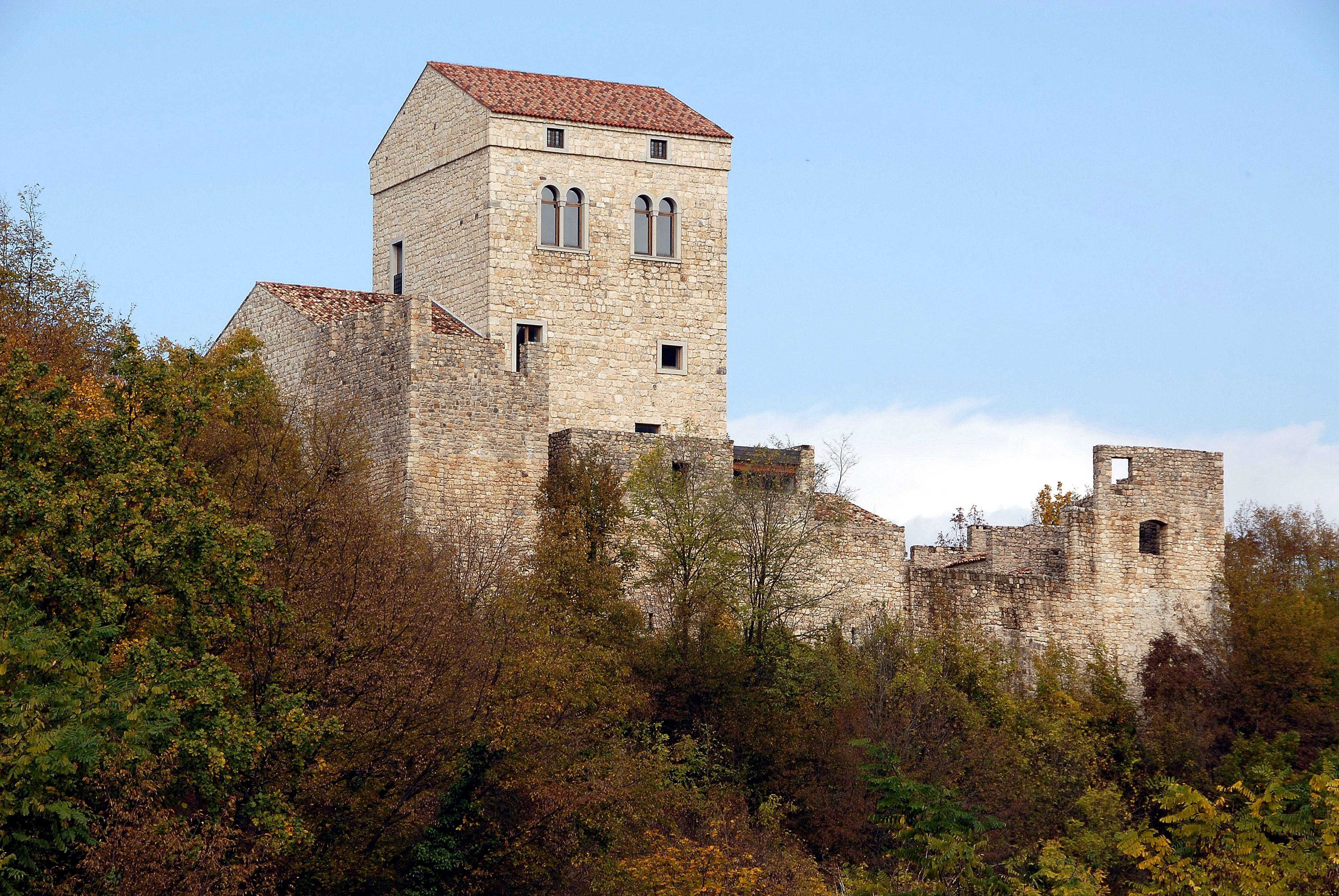
Castello di San Pietro

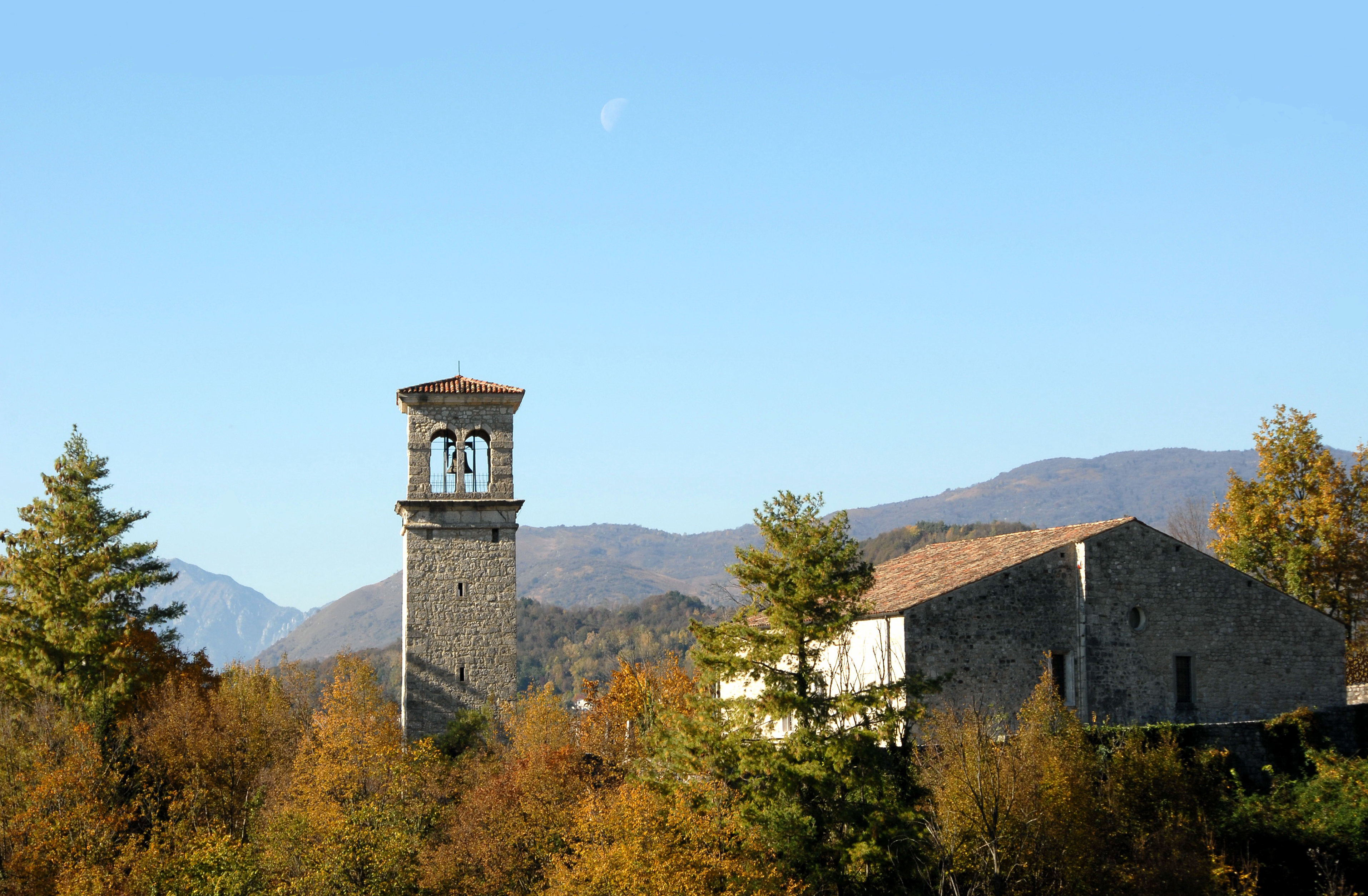
Pieve di San Pietro in Castello

Il complesso fortificato del castello superiore di Ragogna comprende:
- una prima cerchia muraria che racchiude il pianoro più alto, luogo in cui è stato identificato il sito più antico, sede dell'antico castrum e dove sono state messe in luce le strutture murarie appartenenti a due torri con un ingresso sul lato ovest verso il fiume;
- il castello superiore composto dal mastio (antico palacium), dal cortile interno su cui si affacciano i magazzini, cantine e le antiche cucine addossate al muro settentrionale;
- l’Antica pieve di San Pietro con torre campanaria e cimitero disposto su due livelli.

L'accesso al sito avviene dalla strada che, passando davanti all'edificio sacro, conduce al cortile interno attraverso la porta meridionale.

## Utilizzo attuale
Il Castello di Ragogna non rappresenta soltanto un'importante testimonianza storico-architettonica con annesso percorso museale, ma si distingue come elegante e suggestiva cornice per eventi culturali, turistici, di intrattenimento. Da giugno ad ottobre l'Amministrazione Comunale, in sinergia con le Associazioni del territorio, organizza decine di iniziative quali mostre, concerti, presentazione di libri, spettacoli teatrali-musicali, degustazioni enogastronomiche. Nei primi piani della torre Mastio vengono allestite periodicamente esposizioni di pittura, scultura, arti decorative e fotografia.
Nella torre Mastio, è allestita una mostra espositiva permanente dedicata al fiume Tagliamento, organizzata grazie a un progetto condotto dal Comune di Ragogna in sinergia con i comuni di San Daniele del Friuli, Dignano, Spilimbergo, Pinzano al Tagliamento e Forgaria nel Friuli, con il contributo della Ragione Autonoma Friuli Venezia Giulia.
Nel sotto tetto della torre, grazie ad un progetto tra Istituto Scolastico di San daniele del friuli, Pro Loco Ragogna e Comune di Ragogna, è operativa una webcam che trasmette in tempo reale immagini del fiume Tagliamento. Inoltre una stazione meteorologica rileva informazioni che sono trasmesse in tempo reale. Il Castello di Ragogna è visitabile con l'ausilio di una guida turistica abilitata FVG in occasione delle manifestazioni Castelli Aperti promossa dal Consorzio per la Salvaguardia dei Castelli Storici del Friuli Venezia Giulia. L'evento, al quale il Castello di Ragogna è l'unico Castello pubblico che vi partecipa, si svolge nelle prime settimane di aprile e di ottobre ed è supportato da una manifestazione organizzata dalla Pro Loco di Ragogna in collaborazione con altre associazioni. Nel corso della primavera, estate ed autunno il Castello è accessibile nei sabati e domeniche, grazie al supporto dell'Associazione Ragogna Aiuta Ragogna e una audioguida gratuita è accessibile attraverso il sito della Pro Loco Ragogna.